# 伊登·卡森
伊登·卡森（英語：Eden Carson，2001年8月8日—），生于但尼丁，新西兰女子板球运动员。她曾代表新西兰国家队参加2022年英联邦运动会板球比赛，获得一枚铜牌。